# 潘自牧
潘自牧（?—?），字牧之。南宋金华人。
祖上自括蒼徙居金華，後為地方望族，好賑恤地方。潘好古之孙。父潘景憲早歲從學於呂祖謙，由太學登進士第。自牧的生年不详，出身儒学世家，早歲以恩补台州司户，婚配趙善臨之四女趙氏。慶元二年（1196年）丙辰進士，授福州州学教授。慶元六年著成《記纂淵海》一百卷，有胡維新，陳文燧為其補注。由王嘉賓刊刻。歷官潭州分司糧料院太平縣常山縣令、奉議郎龍游知縣。卒年不詳。朱熹曾為其墓作銘文。